# Savuka
Savuka var en verdensmusikgruppe dannet af den britisk-fødte sydafrikaner Johnny Clegg (1953-2019), efter opløsningen af hans første gruppe, Juluka. Begge grupper var raceblandede. Savukas stil var mere vestligt pop-rock-orienteret, kombineret med Cleggs genkendelige zulu-musikstil, end Julukas mere traditionelle zulu-musikstil.
Nogle af Savukas bedst kendte sange er "Asimbonanga", "Third World Child", "The Crossing", "Dela" og "Cruel Crazy Beautiful World".
Savuka udgav fem studiealbummer: Third World Child, Cruel, Crazy Beautiful World, Heat, Dust and Dreams, Shadow Man og In My African Dream – sidstnævnte var en opsamling af gruppens bedste sange, med nogle få ikke tidligere udgivne sange.
En udgave af sangen "Dela (I Know Why the Dog Howls at the Moon)" kan høres på soundtracket til filmen George - den gæve liansvinger.

## Reference
1. ↑  George of the Jungle på IMDb

## Ekstern henvisning
- Fan-hjemmeside (på engelsk)